# Charles Brooke
Sir Charles Brooke, nato Charles Anthoni Johnson (Burnham-on-Sea, 3 giugno 1829 – Cirencester, 17 maggio 1917), è stato un sovrano indonesiano, Rajah di Sarawak dal 1868 al 1917.

## Biografia

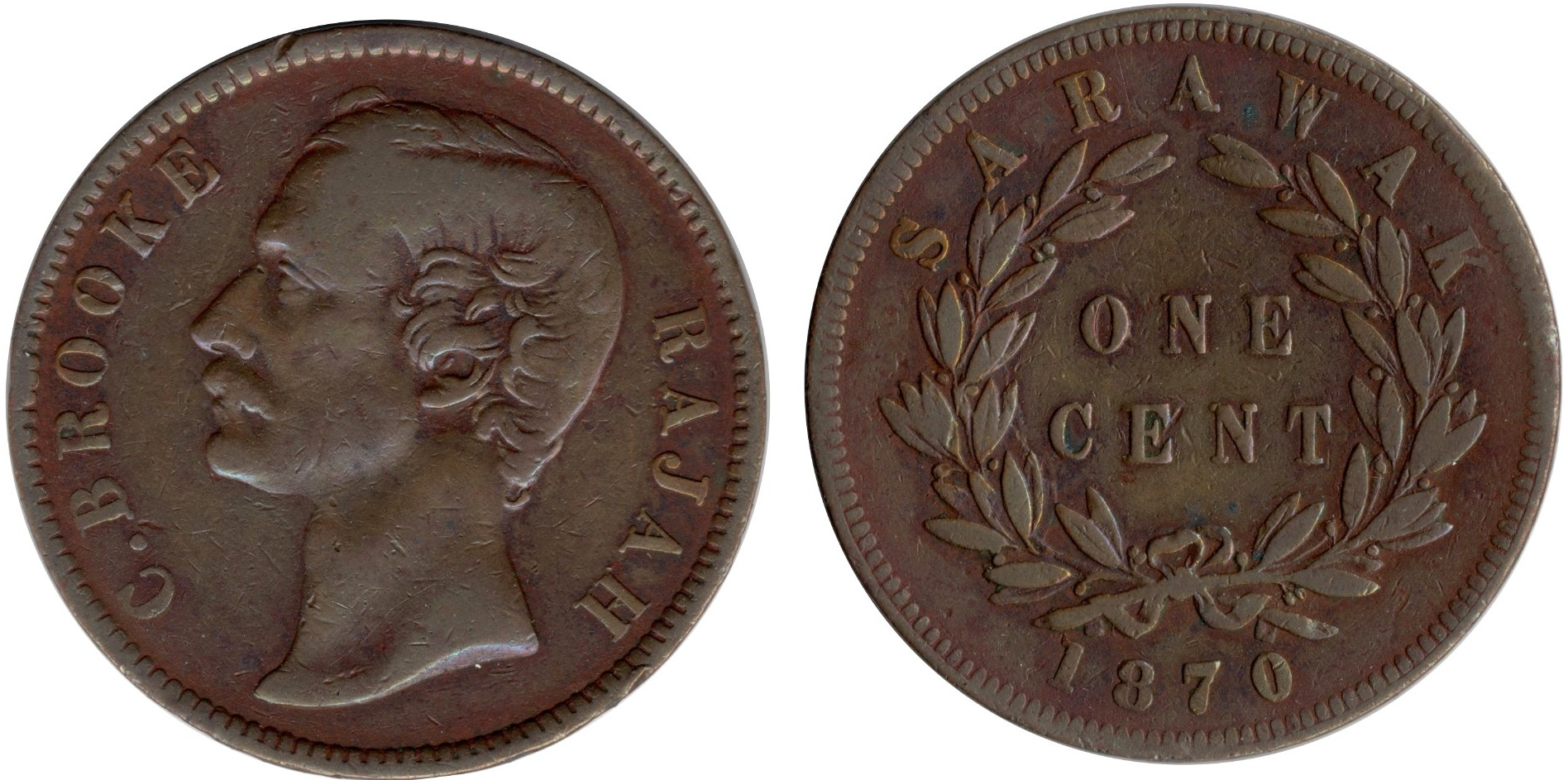
Moneta da 1 c. del Sarawak raffigurante il raja Charles Brooke

Charles Anthoni Johnson nacque nel vicariato di Berrow, a Burnham, nel Somerset, in Inghilterra, figlio del reverendo Francis Charles Johnson e di sua moglie, Emma Frances Brooke. Emma era la sorella minore di sir James Brooke, primo Raja di Sarawak. Oltre a Charles, Francis ed Emma ebbero altri figli: il capitano John Brooke Johnson (1823–1868) (poi Brooke Brooke), Mary Anna Johnson (n. 1824), Harriet Helena Johnson (n. 1826), Charlotte Frances Johnson (n. 1828), il capitano (William) Frederic Johnson (n. 1830), Emma Lucy Johnson (n. 1832), Margaret Henrietta Johnson (1834–1845), Georgianna Brooke Johnson (1836–1854), James Stuart Johnson (1839–1840) ed Henry Stuart Johnson (n. 1841).
Brooke studiò alla Crewkerne Grammar School ed entrò nella Royal Navy. Passò poi al servizio di suo zio James, primo raja del Sarawak, nel 1852, prendendo il suo nome e divenendo residente di Lundu. Nella rivolta scoppiata nel 1857 contro il raja James Brooke, Charles Brooke aiutò lo zio a reprimere la ribellione guidata da Liu Shan Bang con forze composte da Iban e Bidayuh. Brooke ed i suoi uomini inseguirono i ribelli sino a Bau dove vennero massacrati più di 3 000 abitanti, compresi donne e bambini. Nel 1865, James nominò Charles quale suo erede e successore.
Brooke si ritirò dalla Royal Navy nel 1861 e continuò a collaborare con suo zio, a cui successe nel 1868, sopprimendo la pirateria della zona, gli schiavisti e i cacciatori di teste, e incoraggiando il commercio legale nell'area. Nel 1891 come sovrano fondò il Sarawak Museum, il primo museo nel Borneo. Brooke fondò una scuola maschile nel 1903 nota come Government Lay School, dove ai malesi venne insegnato il malese come segno di apertura nei confronti della popolazione locale. Sulla base di questa istituzione nacque poi la SMK Green Road. Sotto il suo governo venne costruita la prima ferrovia locale e vennero sfruttati i primi giacimenti di petrolio.
Alla sua morte venne sepolto nella St Leonard's Church nel villaggio di Sheepstor a Dartmoor. A lui sono dedicati lo "scoiattolo di Brooke" (Sundasciurus brookei, scoperto da Oldfield Thomas) ed il "cervo di Brooke" (Cervus brookei, scoperto da Charles Hose nel 1893).

## Matrimonio e figli

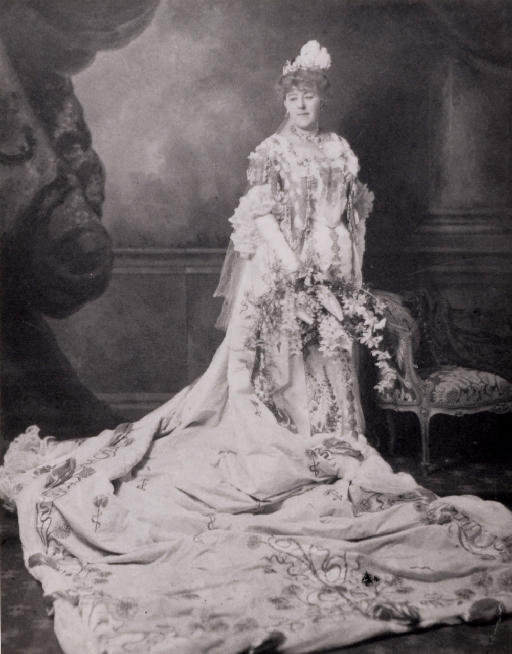
Margaret Alice Lili de Windt nelle vesti di ranee del Sarawak

Charles sposò Margaret Alice Lili de Windt ad Highworth, Wiltshire, il 28 ottobre 1869; questa ebbe il titolo di ranee del Sarawak ed il titolo di Sua Altezza. La coppia ebbe sei figli, tre dei quali morirono in tenera età:
- Dayang Ghita Brooke (1870–1873)
- James Harry Brooke (1872–1873)
- Charles Clayton Brooke (1872–1873)
- Charles Vyner Brooke, Raja di Sarawak (1874–1963)
- Bertram Willes Dayrell Brooke, Tuan Muda (1876–1965)
- Henry Keppel Brooke, Tuan Bongsu (1879–1926)[3]

Il primogenito di Charles, Charles Vyner Brooke, gli succedette poi come raja. Un altro suo figlio, Esca Brooke (1867–1953), nacque da una sua precedente unione con una donna malese nota come Dayang Mastiah. Esca venne adottato dal reverendo William Daykin, si trasferì in Canada e prese il cognome di Brooke-Daykin.

## Ascendenza
|                         |               |                                  | Genitori                               |  |  | Nonni |  |  | Bisnonni |  |  | Trisnonni |  |
|                         |               |                                  |                                        |  |  |       |  |  |          |  |  |           |  |
|                         |               |                                  |                                        |  |  |       |  |  |          |  |  |           |  |
|                         |               |                                  |                                        |  |  |       |  |  |          |  |  |           |  |
| Charles Johnson         |               |                                  |                                        |  |  |       |  |  |          |  |  |           |  |
|                         |               |                                  |                                        |  |  |       |  |  |          |  |  |           |  |
|                         |               |                                  |                                        |  |  |       |  |  |          |  |  |           |  |
|                         |               |                                  |                                        |  |  |       |  |  |          |  |  |           |  |
| Francis Charles Johnson |               |                                  |                                        |  |  |       |  |  |          |  |  |           |  |
|                         |               | William Willes                   | Edward Willes, vescovo di Bath e Wells |  |  |       |  |  |          |  |  |           |  |
|                         |               | William Willes                   | Edward Willes, vescovo di Bath e Wells |  |  |       |  |  |          |  |  |           |  |
|                         |               | William Willes                   | Jane White                             |  |  |       |  |  |          |  |  |           |  |
| Mary Willes             |               | William Willes                   |                                        |  |  |       |  |  |          |  |  |           |  |
|                         |               | Margaret Jeans                   |                                        |  |  |       |  |  |          |  |  |           |  |
|                         |               |                                  |                                        |  |  |       |  |  |          |  |  |           |  |
|                         |               |                                  |                                        |  |  |       |  |  |          |  |  |           |  |
| Charles Brooke          |               |                                  |                                        |  |  |       |  |  |          |  |  |           |  |
|                         | Robert Brooke | Robert Brooke                    |                                        |  |  |       |  |  |          |  |  |           |  |
|                         | Robert Brooke | Robert Brooke                    |                                        |  |  |       |  |  |          |  |  |           |  |
|                         | Robert Brooke | Elizabeth Collett                |                                        |  |  |       |  |  |          |  |  |           |  |
| Thomas Brooke           | Robert Brooke |                                  |                                        |  |  |       |  |  |          |  |  |           |  |
|                         |               | Ruth Pattle                      | Thomas Pattle                          |  |  |       |  |  |          |  |  |           |  |
|                         |               | Ruth Pattle                      | Thomas Pattle                          |  |  |       |  |  |          |  |  |           |  |
|                         |               | Ruth Pattle                      | Elizabeth Brooke                       |  |  |       |  |  |          |  |  |           |  |
| Emma Frances Brooke     |               | Ruth Pattle                      |                                        |  |  |       |  |  |          |  |  |           |  |
|                         |               | William Stuart, IX lord Blantyre | Robert Stuart, VII lord Blantyre       |  |  |       |  |  |          |  |  |           |  |
|                         |               | William Stuart, IX lord Blantyre | Robert Stuart, VII lord Blantyre       |  |  |       |  |  |          |  |  |           |  |
|                         |               | William Stuart, IX lord Blantyre | Margaret Hye                           |  |  |       |  |  |          |  |  |           |  |
| Anna Maria Stuart       |               | William Stuart, IX lord Blantyre |                                        |  |  |       |  |  |          |  |  |           |  |
|                         |               | Harriot Teasdale                 |                                        |  |  |       |  |  |          |  |  |           |  |
|                         |               |                                  |                                        |  |  |       |  |  |          |  |  |           |  |
|                         |               |                                  |                                        |  |  |       |  |  |          |  |  |           |  |
|                         |               |                                  |                                        |  |  |       |  |  |          |  |  |           |  |